# God Only Knows
"God Only Knows" (en català, "només Déu sap") és una cançó escrita per Brian Wilson i Tony Asher per al grup de rock nord-americà The Beach Boys, publicat el 1966 com a vuitena cançó del disc Pet Sounds. Wilson mateix va produir la cançó i va fer-ne els arranjaments, utilitzant tota mena d'instruments poc freqüents, com la trompa, acordions, i un quartet de violes i violoncels que es poden sentir al llarg de tota la cançó en contrapunt. Al títol de la cançó es menciona "Déu", cosa molt poc habitual per una cançó pop de la seva època. Es va publicar com a cara B de "Wouldn't It Be Nice" als Estats Units. En altres països, "God Only Knows" va ser la cara A.
Va quedar a la posició 25 a la votació de la revista Rolling Stone per les  500 Millors Cançons de Tots els Temps, i és la segona cançó dels Beach Boys que hi surt (la primera és "Good Vibrations" a la posició 6) i Pitchfork Media la va considerar la millor cançó dels anys 60. El Rock and Roll Hall of Fame la compta com una de les "500 cançons que van donar forma al Rock and Roll".

## Lletra
La cançó explica el punt de vista d'una persona que pensa com serà la vida després de la mort de la seva parella, com descriu Asher, "'T'estimaré fins que el sol s'apagui, i llavors ja està', és a dir, 'T'estimaré sempre'". Wilson explicava que "God Only Knows" era "una visió que vam tenir el Tony i jo. És com ser cec, però sent cec, pots veure més. Tanques els ulls; pots veure un lloc o alguna cosa que està passant". Al principi no li agradava la primera frase de la cançó perquè "era massa negativa". Al final va cedir quan va sentir la resta de la lletra.
Asher va negar que la cançó parlés de suïcidi. Descriu la seva interpretació:
| « | Aquesta és la [cançó] que pensava que seria un èxit perquè era increïblement bonica. Em preocupava que la lletra no estigués al mateix nivell que la música; quantes cançons d'amor comencen amb la frase, "Potser no t'estimaré sempre"? M'agradava aquesta paradoxa, i vaig barallar-me per començar la cançó d'aquesta manera. Treballant amb el Brian, tampoc no em vaig haver de barallar gaire, però estava disposat a barallar-m'hi fins al final. ... "God Only Knows" és, per a mi, una de les grans cançons del nostre temps. Vull dir les grans cançons. No perquè jo fes la lletra, sinó perquè és una música impressionant a la qual hi vam poder escriure una lletra molt colpidora. És la simplicitat—la inferència que "sóc qui sóc per tu"—el que la fa molt personal i tendra. | » |

Es comenta sovint que "God Only Knows" fa referència a "Déu" en el títol, una decisió que va fer patir Wilson i Asher, que temien que això faria que no la posessin a la ràdio. Com diu l'ex-dona de Wilson Marilyn, "La primera vegada que la vaig sentir, en Brian me la va tocar al piano. I vaig pensar, 'Déu méu, està parlant de Déu en un disc'. Ho vaig trobar força aventurat. I va ser una altra vegada que vaig pensar, 'Noia, s'està arriscant de veritat'. Vaig pensar que era gairebé massa religiós. Massa quadrat. En aquella època. Sí, era tan bona que ho diria i no es deixaria intimidar pel que pogués pensar qualsevol de la lletra o del que volia dir". Asher explica que ell i en Brian "vam tenir llargues converses mentre escrivíem 'God Only Knows', perquè si no eres la Kate Smith i estaves cantant 'God Bless America', ningú creia que poguessis dir 'Déu' en una cançó. No ho havia fet ningú, i en Brian no volia ser la primera persona de provar-ho. Deia, 'no ens posaran mai a la ràdio'. És sorprenent que penséssim això, no? Però va funcionar". Wilson va afegir que, encara que li feia por posar la paraula "Déu" al títol de la cançó, al final va estar d'acord a mantenir-l'hi, primer, "perquè Déu era una paraula espiritual" i, segon, perquè els Beach Boys estarien "obrint camí".
Jim DeRogatis afirma que, com és habitual en el rock psicodèlic, les invocacions espirituals de "God Only Knows" expressen sentiments no específics que es podrien adreçar a qualsevol força superior, i que és "menys una pregària que una meditació sensible sobre continuar endavant malgrat una pèrdua". Encara que la família Wilson no va créixer en una "casa especialment religiosa", Brian descrivia Carl com "la persona més sincerament religiosa que conec", i Carl va expressar les creences espirituals del grup afirmant: "creiem en Déu com una mena de consciència universal. Déu és amor. Déu ets tu. Déu sóc jo. Déu és tot el que hi ha en aquesta sala. És un concepte espiritual que inspira molt de la nostra música".

## Gravació i producció
La part instrumental de la cançó es va gravar el 10 de març de 1966, a United Western Recorders, Hollywood, Califòrnia, amb Chuck Britz d'enginyer i Brian Wilson de productor. Van fer falta 20 proves per aconseguir la mestra. També hi era el germà petit de Brian, Carl Wilson amb la guitarra de dotze cordes juntament amb altres músics de sessió que es coneixien col·lectivament com The Wrecking Crew.
Segons Brian, molts dels músics que van assistir a les sessions de gravació de 'God Only Knows' diuen que van ser de "les experiències musicals més màgiques i boniques que han sentit mai". Segons Brian hi havia 23 músics, encara que només se'n compten 16 a la presa final que es va utilitzar per al disc. En aquella època, 23 músics era un nombre impressionant per un disc pop. Tots els músics tocaven alhora, creant una "manta musical celestial". Després s'hi va afegir una secció de corda a sobre.
"Em va honorar poder cantar aquella. Està escrita d'una manera tan bonica, que es canta sola. Brian va dir alguna cosa com, 'No hi facis res. Canta-la tal com surt. Sense esforç. Respira. Deixa-la anar fàcil'. Li vaig donar les gràcies per ser qui cantava aquella cançó. Em vaig sentir molt afortunat". 
Brian Wilson tenia la intenció de cantar la veu principal de "God Only Knows" però quan s'havia gravat la música, Brian va pensar que Carl podia transmetre el missatge millor que no pas ell. Brian reflexionava l'octubre de 1966, "Li vaig donar la cançó al Carl perquè buscava una tendresa i una dolçor que sabia que Carl tenia dins seu, a més de en la seva veu. Li va aportar dignitat a la cançó i les paraules, per mitjà d'ell, es van convertir, no en una lletra, sinó paraules".
Bruce Johnston explica que "Brian va treballar molt amb 'God Only Knows', i en un moment donat, hi tenia a sobre tots els Beach Boys, Terry Melcher i dues de les germanes Rovell [la dona d'en Brian, Marilyn i la seva germana Diane]. Estava massa carregat; era de bojos. Llavors va ser prou llest per treure-ho, i va deixar les veus al pont, jo al capdamunt, Carl al mig, i Brian a sota. En aquell punt, Brian va ser encara més subtil. Tenia una cançó molt tendra. 'God Only Knows' és una obra mestra molt petita amb un gran cor, i va fer molt bé de treure a tothom i acabar amb les tres parts. De fet, probablement és l'única cançó coneguda dels Beach Boys que només té tres veus".
La pista de veu final es va gravar entre març i abril de 1966 a CBS Columbia Square, Hollywood, amb Ralph Balantin d'enginyer i la producció de Brian. La cançó té tres veus a la pista. Carl fa la veu principal, amb Brian i Johnston acompanyant-lo. Johnston va explicar que, "el que és molt bufó és que al final de la sessió, en Carl estava molt cansat, i se'n va anar cap a casa. Així que en Brian ... recorda, eren 8 pistes, i ara té totes aquestes pistes a la seva disposició. Però només érem nosaltres dos. Així que, cap al final, quan ja baixa el volum, ell canta dues de les tres parts. Ell cantava la part de dalt i la de sota i jo cantava al mig". Brian va utilitzar la tècnica de posar la veu de Carl en dues pistes, de manera que la seva veu canta simultàneament dos cops la mateixa part, per donar un so més complet i ric; Brian va utilitzar sovint aquesta tècnica durant la gravació de Pet Sounds.
Les sessions de gravació van acabar l'11 d'abril.

## Publicació
La cançó va aparèixer per primer cop al disc dels Beach Boys Pet Sounds en format monofònic. Al principi, Brian va pensar publicar-ho com a senzill amb el nom de Carl Wilson, però al grup li demanaven un nou senzill. Com que "Good Vibrations" encara no estava a punt, van treure "God Only Knows".
L'11 de juliol de 1966 va sortir com a cara B del senzill de "Wouldn't It Be Nice" als Estats Units. En altres països, era la cara A. El 1966 només va arribar al 39 de les llistes americanes. A Europa, com a cara A, fou un èxit, arribant al número 2 al Regne Unit, 3 a Irlanda, 4 als Països Baixos i Bèlgica, 6 a Noruega, 22 a Alemanya i 2 a Austràlia. El setembre, va arribar al 6 al Canadà i al 24 a França.
En algunes parts dels Estats Units, "God Only Knows" es va prohibir a la ràdio per blasfèmia (utilitzar el nom de Déu en va).

## Versions en directe
En surten versions en directe en tres dels discos del grup: Live in London (1970), Good Timin': Live at Knebworth England 1980 (2002), i Live – The 50th Anniversary Tour (2013).
"God Only Knows" es va convertir en la cançó principal de Carl Wilson a les actuacions en directe. La tocaven en gairebé tots els concerts, en un moment àlgid, fins a la seva mort el 1998. Llavors van estar tres anys sense tocar-la. Per la gira del cinquantè aniversari, es posava un vídeo de Carl amb la veu del concert Live at Knebworth England 1980 mentre el grup acompanyava amb veu i instruments. Als concerts on no hi havia pantalla de vídeo, Brian feia la veu.
Com artistes en solitari, Brian va publicar versions en directe de la cançó a Live At The Roxy Theatre (2000) i Pet Sounds Live (2002); Al Jardine va publicar-ne una versió en directe a Live in Las Vegas (2001).

## Reconeixement
El nivell de destresa amb l'estudi de Wilson–va utilitzar músics de sessió, dobles pistes, i altres tècniques–era aclaparador. "God Only Knows" va refer literalment l'ideal de la cançó d'amor pop (utilitzant, per exemple, el clavicèmbal i la trompa com a instruments melòdics a la cançó); ha quedat com una de les cançons més complexes-i boniques- en els annals de la música popular americana. 
Barry Miles va escriure que era la cançó de Pet Sounds que demostrava que la música rock era una forma d'art. La revista Mojo la va considerar la tretzena millor cançó de tots els temps.
Paul McCartney ha dit que és la seva cançó preferida de tots els temps. En una entrevista de 1990 va afirmar, "És una cançó bona de veritat — és de les meves favorites. Em van demanar fa poc que digués les 10 cançons preferides per a una emissora de ràdio japonesa ... No vaig pensar-ho gaire estona, però vaig posar aquesta [God Only Knows] al capdamunt de la llista. És molt profunda. Molt emocional, sempre em fa sanglotar, aquesta. Hi ha algunes cançons que m'arriben molt endins, i són una col·lecció prou estranya ... però aquesta és molt amunt d'aquesta llista, he de dir ... la lletra de God Only Knows' ' és molt bona. Aquestes m'arriben sempre". Parlant en un programa especial de Radio 1 per celebrar el quarantè aniversari de l'emissora britànica, McCartney va dir "'God Only Knows' és de les poques cançons que em fa saltar les llàgrimes cada vegada que la sento. De fet, només és una cançó d'amor, però està feta de forma brillant. Demostra el geni d'en Brian. L'he interpretada amb ell i em temo que durant les proves de so em vaig desfer. Era massa estar allà cantant aquesta cançó que se'm puja al cap, i està allà cantant-la amb en Brian". Parlant d'això, Brian va respondre amb aprensió als anys 1970: "Home, si 'God Only Knows' és la millor cançó que s'ha escrit mai, vol dir que no faré mai més res de tan bo! I si no faig mai res de tan bo, ja estic acabat".

## Versions
Molts artistes han fet versions de la cançó, com Glen Campbell, Andy Williams, Neil Diamond, David Bowie, Joss Stone, Olivia Newton-John, Mandy Moore, Michael Stipe, Rivers Cuomo de Weezer, Dale Earnhardt Jr. Jr., i Taylor Swift. L'actor Paul Dano va interpretar la cançó a Love & Mercy, la pel·lícula de 2014 sobre la vida de Wilson.

### Versió de BBC Music
El 7 d'octubre de 2014, totes les emissores de la BBC van emetre simultàniament una versió de "God Only Knows" per al llançament de BBC Music. Hi sortia Brian Wilson en persona i altres artistes importants de diferents gèneres musicals, formant un supergrup anomenat L'Orquestra Impossible. El vídeo musical mostra els artistes en un escenari fantàstic generat per ordinador. L'endemà es va publicar el disc per recaptar fons per a nens necessitats.
Wilson va declarar: "Tots els artistes ho han fet tan bé ... Els ho agraeixo molt, estic molt honorat que hagin triat 'God Only Knows'. 'God Only Knows' és una cançó molt especial. És una cançó molt espiritual i una de les millors que he escrit mai".
L'acompanyament el feia la BBC Concert Orchestra. A continuació es llisten els intèrprets que apareixen a la cançó, en ordre d'aparició. Tots canten, si no s'especifica algun altre instrument:
- Martin James Bartlett – Celesta
- Pharrell Williams
- Emeli Sandé
- Elton John
- Lorde
- Chris Martin
- Brian Wilson
- Florence Welch
- Kylie Minogue
- Stevie Wonder – veu i harmònica[36]
- Eliza Carthy
- Nicola Benedetti – violí
- Jools Holland – piano
- Brian May – guitarra elèctrica
- Jake Bugg
- Katie Derham – violí
- Tees Valley Youth Choir
- Alison Balsom – trompeta piccolo
- One Direction
- Jaz Dhami
- Paloma Faith
- Chrissie Hynde
- Jamie Cullum
- Baaba Maal
- Danielle de Niese
- Dave Grohl
- Sam Smith